# Melanie Kok
Melanie Kok (Thunder Bay, 4 novembre 1983) è una canottiera canadese, vincitrice della medaglia di bronzo nel 2 di coppia pesi leggeri a Pechino 2008.

## Palmarès
- Olimpiadi

Pechino 2008: argento nel 2 di coppia pesi leggeri.
- Campionati del mondo di canottaggio

2005 - Kaizu: oro nel 4 di coppia pesi leggeri.
2007 - Monaco di Baviera: bronzo nel singolo pesi leggeri.